# Тьенто
Тье́нто (исп. tiento, порт. tento, от исп. tentar нащупывать, испытывать, пробовать) — жанр инструментальной музыки в эпоху Ренессанса в Испании и Португалии.

## Краткая характеристика
Самые ранние дошедшие до нас пьесы с обозначением «тьенто» находятся в виэульном сборнике «Учитель» Луиса де Милана (1536). 13 тьенто Луиса де Милана содержат дидактические приёмы для запоминания аппликатуры (dedillos), а также усвоения темповых контрастов, полезные новичку, обучающемуся игре на виуэле; с формальной точки зрения никакой специфики в них выделить невозможно. Тьенто А. Мударры (1546) и М. де Фуэнльяны (1554), также для виуэлы — короткие прелюдии к (следующим за ними) танцевальным сюитам. Их «вводный» характер проявляется в «нащупывании» основных функций и категорий (модальных) ладов, к которым каждое из этих тьенто приписано. 
В универсальной табулатурной школе «Libro de cifra nueva» Л. Венегаса де Хенестрозы (1557) тьенто толкуется как синоним фантазии. Эта книга — важное свидетельство о перемене значения «тьенто», которое стали понимать как полифоническую пьесу «импровизационного» характера типа ричеркара. Наиболее значительные образцы тьенто второй половины XVI в. принадлежат А. де Кабесону (1578); его 12 тьенто — развитые полифонические (в т.ч. на cantus firmus) пьесы для органа, которые, возможно, звучали даже в ходе католического богослужения. В XVII веке аналогичные в композиционно-стилевом отношении пьесы сочиняли органисты в Испании (Ф. Корреа де Араухо; 62 тьенто в сборнике «Libro de tientos», 1626) и в Португалии (М.Р. Коэлью; 24 пьесы в сборнике «Flores de musica», 1620). Органные тьенто иберийские композиторы продолжали писать примерно до начала XVIII века, после чего интерес к этому жанру угас.

## Другие значения термина
Словом «tiento» также называют один из стилей (palos) современного испанского фламенко. 